# Бывший монастырь Святого Доминика
Монастырь Санто-Доминго и музей Лака (исп. Exconvento de Santo Domingo de Guzmán, музей лакированных изделий) расположен в городе Чьяпа-де-Корсо, Чьяпас, Мексика. Монастырь с церковью был построен в XVI веке, позднее монастырь был секуляризован. Церковь сохраняет свою первоначальную функцию. Здание с двумя дворами было отреставрировано в период с 1999 по 2002 год и превратилось в общественный и культурный центр. Музей Лака, основанный в 1952 году, переехал внутрь и занял большую часть верхнего этажа. В музее хранится около 450 экспонатов из разных уголков Мексики и Азии, большинство из которых изготовлены в XX веке. В комплексе также имеются залы с постоянными и временными экспозициями, а также зрительный зал и различные виды мастерских.

## Монастырь

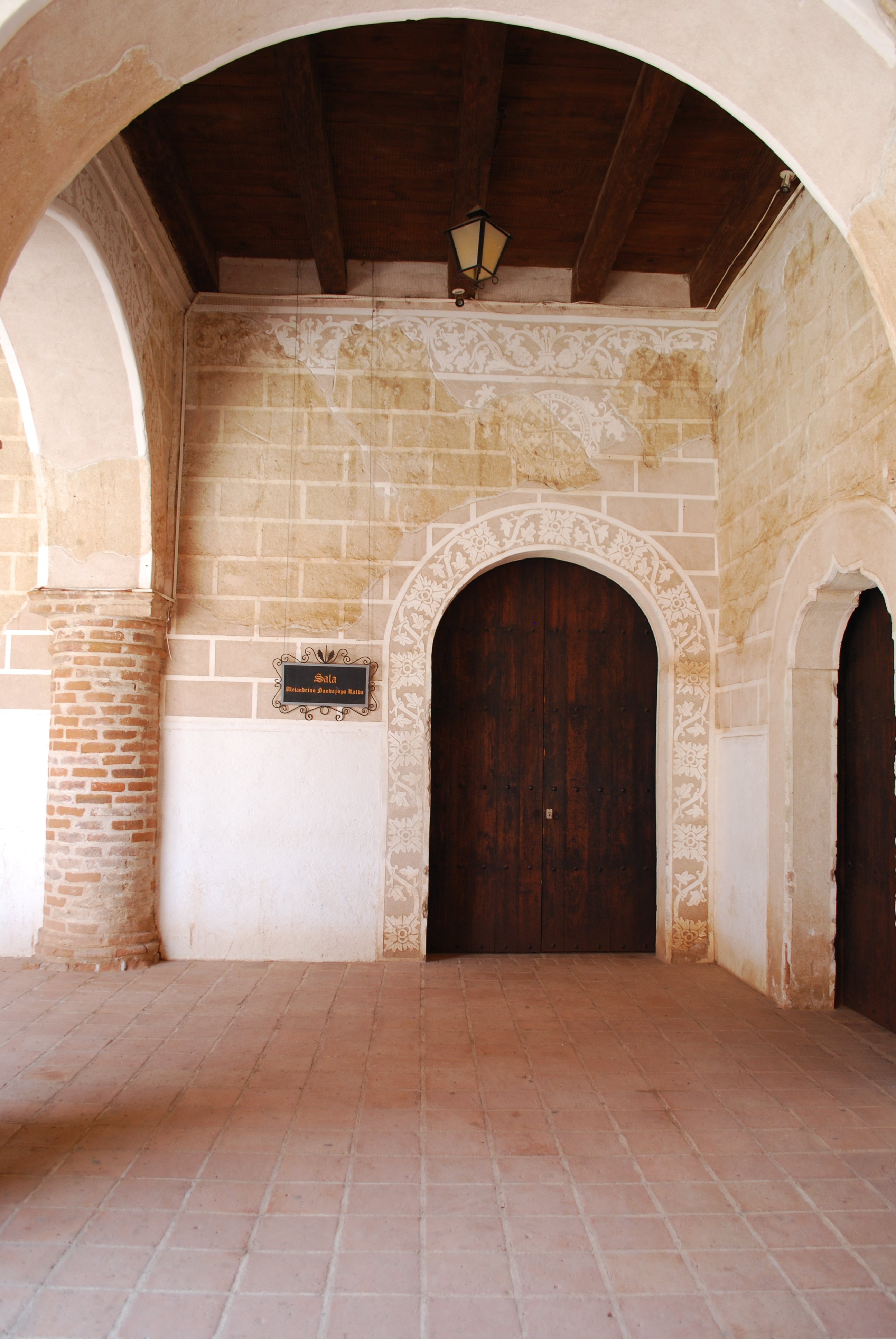
Вид изнутри бывшего монастыря

Бывший монастырский комплекс был построен вместе с церковью Санто-Доминго на небольшом холме с видом на реку Грихальва во второй половине XVI века и приписывается Педро де Баррьентосу и Хуану Алонсо. Церковная часть — одна из наиболее хорошо сохранившихся с XVI века в Чьяпасе. Бывший монастырь находится за большой церковью с двумя главными дворами. Он был секуляризирован во время Войны за Реформу, но церковь сохранила свою первоначальную функцию. Последняя реставрация здания была проведена в 1999–2002 годах с целью превращения его в общественный и культурный центр города Чьяпа-де-Корсо, в связи с чем в него переехал Музей Лака. Здание, как и другие объекты и его деятельность, находится в ведении Совета штата по культуре и искусству Чьяпаса (CONECULTA). Официально всё здание называется Casa Escuela de Tradiciones, но чаще всего его называют Museo de la Laca, хотя этот музей занимает большую часть верхнего этажа.

## Мексиканские лакированные изделия и музей

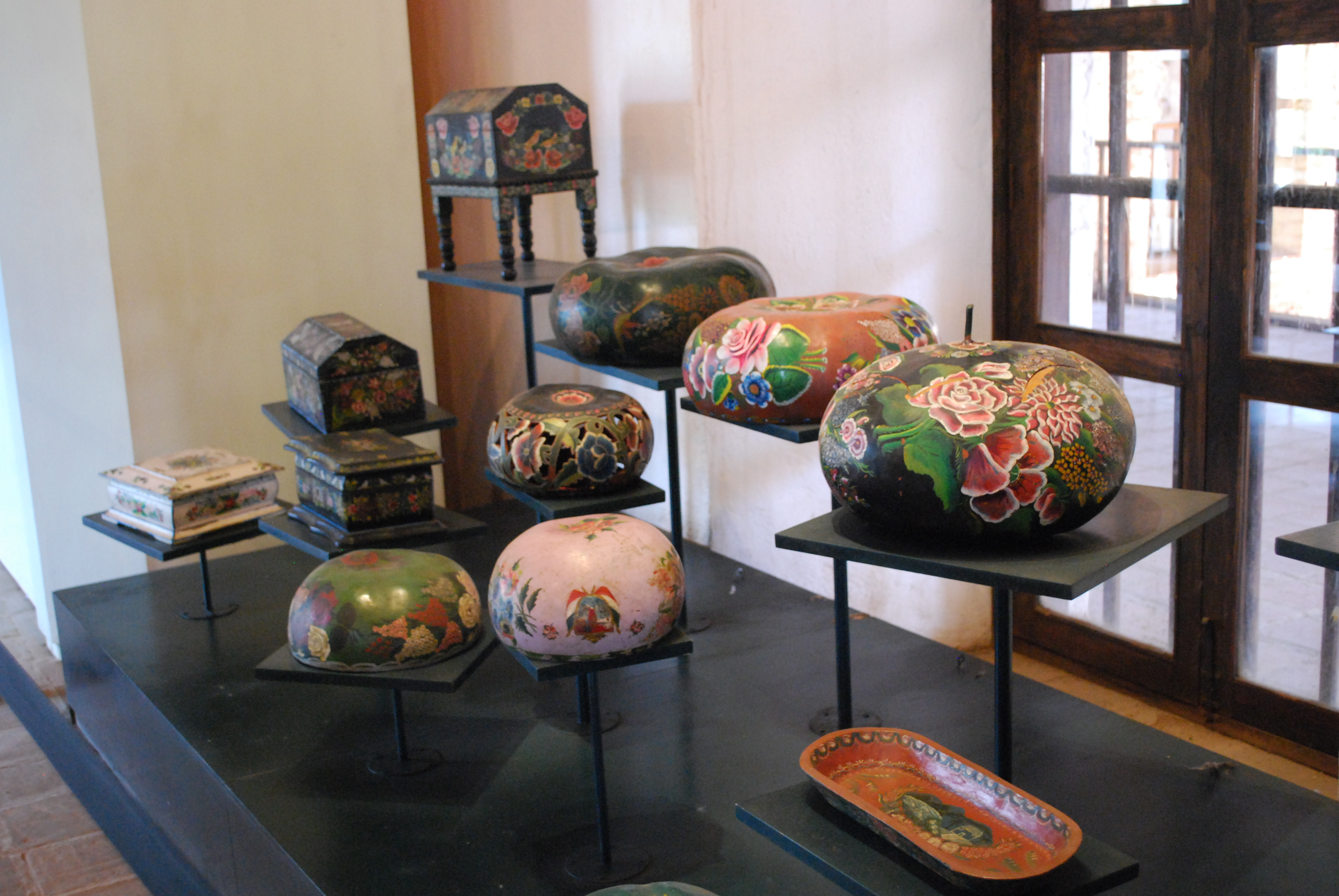
Выставка лакированных чаш и тыкв в музее

Музей лаковых изделий (Museo de la Laca) был основан в 1952 году и является единственным в своём роде. В коллекции собрано 450 экспонатов, изготовленных в период с 1906 по 1980 год в Пацкуаро, Кироге, Уруапане, Олинале, Герреро и Чьяпасе. Имеются экспонаты из Гватемалы, Китая, Таиланда и Японии. Имеется демонстрация процесса лакирования.
У лакированных изделий в Мексике двойная история. В доиспанский период существовала форма этого искусства, называемая «маке», свидетельства которой были найдены в пещере Ла Гаррафа в Чьяпасе. Однако испанцы также привезли свою версию этого ремесла, которая пришла в Европу из Азии раньше. Расписывание керамики и других предметов домашнего обихода в яркие цвета и замысловатые узоры имело долгую историю в мезоамериканский период. Изменения, произошедшие после завоевания, стали модными, и в них стали преобладать цветочные и птичьи узоры. Позже азиатский импорт, привезённый на манильских галеонах, также оказал влияние на стиль.
Традиционные мексиканские лакированные изделия изготавливаются на основе масла семян чиа, а также растения чикалоте. Эти семена поджаривают и измельчают, а затем прессуют для получения масла, которое затем смешивают с восковым веществом, полученным из самок насекомых вида Coccus axin. Смесь окрашивается красителями минерального, растительного и животного происхождения и используется как краска для покраски предметов. Лакированные изделия включают тыквы (часто используемые в качестве чаш или контейнеров для хранения), игрушки, деревянные ящики и мебель, представленные в музее.

## Другие помещения в здании монастыря

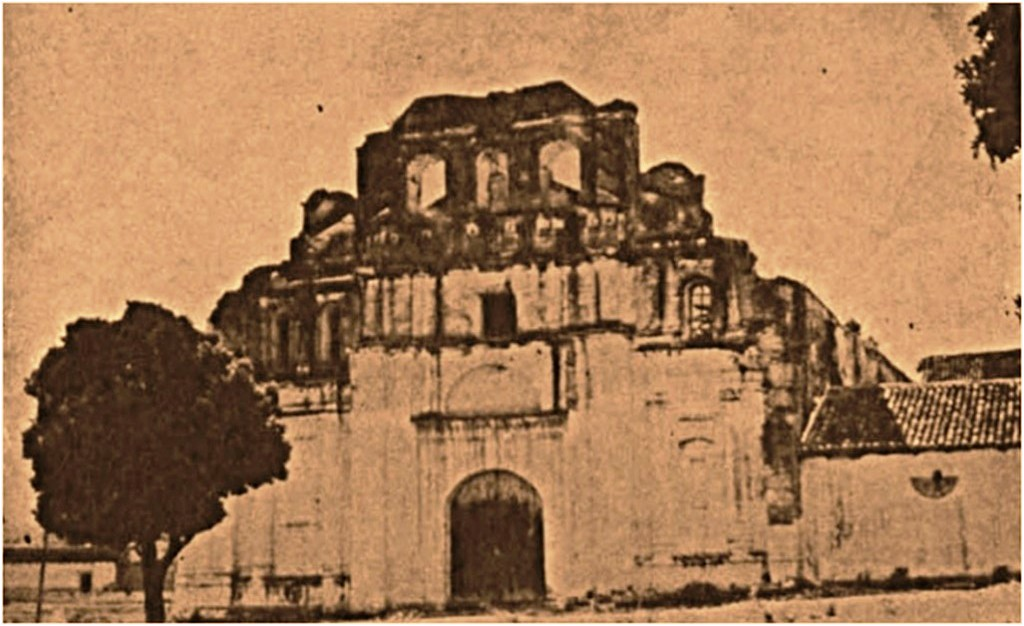
Атриум Большой церкви рядом с бывшим монастырём Санто-Доминго.

Помимо этого музея, есть ещё множество других залов и помещений. Рядом с залами, посвящёнными лаковым изделиям, находится зал, посвящённый художнику из Чьяпа-де-Корсо Франко Ласаро Гомесу. На выставке представлено множество его литографий и других графических работ, а также несколько ранних фресок – всего сорок пять работ. Его работы посвящены легендам, повседневной жизни и жителям его родного города. В зале Алехандрино Нандайапы Ральда проводятся временные мероприятия, такие как выставки произведений искусства, фотографий и многое другое. Аудитория Матиаса де Кордовы вмещает восемьдесят человек, а по субботам здесь проходит киноклуб. Здесь также есть зал, посвящённый истории здания, и постоянная экспозиция фотографий, а также магазин, где продаются изделия местных ремесленников, в том числе лакированные изделия. Эти залы окружают два главных патио и выходят на различные коридоры, построенные в XVI и XVII веках.
Регулярные мероприятия включают мастер-классы для детей и взрослых по народным танцам, игре на маримбе, живописи, письму и переработке отходов. Музей также проводит экскурсии. Музей участвует в обменах с другими культурными учреждениями на национальном и международном уровнях. Здесь проводятся мастер-классы по лакированию, изготовлению масок парачико, обработке дерева, гончарному делу, вышивке и многому другому.